# Karl-Josef Rauber
Karl-Josef Rauber (ur. 11 kwietnia 1934 w Norymberdze, zm. 26 marca 2023 w Rottenburgu am Neckar) – niemiecki duchowny katolicki, emerytowany nuncjusz apostolski, kardynał.

## Życiorys
28 lutego 1959 otrzymał święcenia kapłańskie i został inkardynowany do diecezji mogunckiej. W 1964 rozpoczął przygotowanie do służby dyplomatycznej na Papieskiej Akademii Kościelnej.
18 grudnia 1982 został mianowany przez Jana Pawła II pro-nuncjuszem apostolskim w Ugandzie oraz arcybiskupem tytularnym Iubaltiana. Sakry biskupiej 6 stycznia 1983 udzielił w Rzymie sam papież.
W latach 1990–1993 pełnił funkcję rektora Papieskiej Akademii Kościelnej.
W 1993 został przeniesiony do nuncjatury w Szwajcarii, będąc jednocześnie akredytowanym w Liechtensteinie. Następnie reprezentował Stolicę Świętą na Węgrzech i Mołdawii (1997–2003) oraz w Belgii i Luksemburgu. 24 lipca 2009 przeszedł na emeryturę.
4 stycznia 2015 został ogłoszony kardynałem przez papieża Franciszka. Insygnia nowej godności odebrał 14 lutego.
Zmarł 26 marca 2023.